# Balthasar Fiebus der Ältere
Balthasar Fiebus (Schreibweise bei Macco: Feibus; * 16. Jahrhundert in Aachen; † 14. November 1665 ebenda) war ein deutscher Politiker und Bürgermeister der Reichsstadt Aachen.

## Leben und Wirken
Balthasar Fiebus, zur Abgrenzung zu seinem gleichnamigen Enkel oder Großneffen der Ältere genannt, stammte von  einer katholischen Patrizierfamilie ab und war ein Bruder oder Vetter des mehrmaligen Aachener Bürgermeisters Nikolaus Fiebus. Von Beruf her war er Bäckermeister und  Mitglied der Bäckerzunft, zu deren Greven er im Jahr 1645 gewählt wurde. Darüber hinaus stieg er in die Kommunalpolitik ein und wurde im Aachener Stadtrat zum Werkmeister sowie von 1640 bis 1644 zum Meier von Burtscheid ernannt. Schließlich wurde er aus den Reihen der Zünfte in den Jahren 1639/40, 1641, 1644/45, 1646/47, 1647/48, 1650/51, 1656/57, 1658/59, 1660/61, 1662/63 und 1664/65 elfmal zum Bürger-Bürgermeister gewählt, wobei seine Amtszeit 1641 außer der Reihe war, da er nach dem Eintritt von Dietrich Speckhewer in den Schöffenstand diesen als Bürgermeister der Zünfte ablöste.
Balthasar Fiebus war seit 1619 in erster Ehe mit Margarethe Hunten verheiratet und ehelichte nach deren Tod im Jahr 1644 die Witwe Maria Scha und schließlich in dritter Ehe die Witwe Susanne de Bernage. Aus seiner ersten Ehe entstand die Tochter Anna (* 1624), die den späteren Bürgermeister Mathias Maw heiratete. Dadurch wurde in der Hochphase der Aachener Mäkelei eine jahrzehntelange familieninterne Posten-Absprache weitergeführt, bei der sich unter anderem sein Bruder oder Vetter Nikolaus Fiebus mit dessen Schwager Gerlach Maw ebenso wie auch deren Söhne Balthasar Fiebus der Jüngere mit Mathias Maw jährlich im Amt des Bürger-Bürgermeisters über Jahre hinweg abwechselten. Ähnlich verlief es bei der Besetzung des Meier-Amtes von Burtscheid, bei der sich Balthasar der Ältere mit seinem Bruder/Vetter Nikolaus Fiebus sowie mit Vater und Sohn Maw ablösten.